# Kazagumo
Il Kazagumo (風雲? lett. "Nuvole sospinte dal vento"), meno di frequente reso come Kazegumo, è stato un cacciatorpediniere della Marina imperiale giapponese, seconda unità della classe Yugumo. Fu varato nel settembre 1941 dai cantieri navali Uraga.
Appartenente alla 10ª Divisione, entrò in linea nell'aprile 1942 e partecipò alla battaglia delle Midway (4-6 giugno), dopo la quale rimase a fianco delle portaerei per la prima metà della campagna di Guadalcanal. Operò in appoggio a un bombardamento navale dell'aeroporto conteso sull'isola a novembre e, per il resto dell'anno, fu impegnato in missioni di trasporto truppe in particolare in Nuova Guinea. Collaborò all'evacuazione finale delle forze nipponiche a Guadalcanal (febbraio 1943); danneggiato da una mina in aprile, tornò in servizio a luglio giusto in tempo per partecipare al riuscito sgombero di Kiska e più tardi, in autunno, a quello di Kolombangara nelle isole Salomone. Sopravvisse alla battaglia navale di Vella Lavella (6-7 ottobre) e per i mesi successivi completò operazioni di scorta e difesa a grandi unità da guerra o a convogli: rimase quasi sempre nelle retrovie. Nella primavera 1944 seguì parte della Flotta Combinata nelle basi delle Indie orientali olandesi e delle Filippine. Al largo di Davao, nel contesto di una complessa operazione navale per recare rinforzi all'isola di Biak, cadde vittima di un sommergibile statunitense l'8 giugno e colò a picco con il comandante della divisione.

## Servizio operativo

### Costruzione
Il cacciatorpediniere Kazagumo fu ordinato nell'anno fiscale edito dal governo giapponese nel 1939. La sua chiglia fu impostata nel cantiere navale della ditta Uraga, a Tokyo, il 23 dicembre 1940 e il varo avvenne il 26 settembre 1941; fu completato il 28 marzo 1942. Il comando fu affidato al capitano di fregata Masayoshi Yoshida e la nave costituì con i gemelli Yugumo e Makigumo la 10ª Divisione cacciatorpediniere; fu anche scelta come ammiraglia del reparto, ruolo che avrebbe quasi sempre ricoperto.

### 1942
Il Kazagumo e i gregari passarono alle dipendenze della 10ª Squadriglia il 10 aprile 1942 e, quello stesso giorno, si aggiunse all'organico il cacciatorpediniere Akigumo (della classe Kagero). La squadriglia fu a sua volta posta alle dipendenze della 1ª Flotta aerea del viceammiraglio Chūichi Nagumo che, tuttavia, era impegnata nell'Oceano Indiano e che fu attesa nelle acque metropolitane. Dopo manutenzione e revisione, la flotta fu schierata in testa nella complessa operazione MI, volta a occupare l'atollo di Midway e attirare così la United States Pacific Fleet in una battaglia finale per eliminarne le portaerei. Lo scontro si svolse invece prima dello sbarco e si risolse in una pesante sconfitta giapponese; il Kazagumo poté solo contribuire con i suoi pezzi agli sbarramenti contraerei che, comunque, non furono sufficienti a proteggere le portaerei Akagi, Kaga, Soryu e Hiryu dai gruppi imbarcati statunitensi. Con il gemello Makigumo prestò soccorso alla Hiryu in fiamme e accolse a bordo parte dell'equipaggio. Con il resto della divisione tornò in Giappone e poi seguì una parte della Flotta Combinata a Ominato e a sud-ovest delle isole Aleutine, dove i giapponesi incrociarono tra il 24 giugno e il 7 luglio in attesa di un'ipotetica controffensiva americana contro Attu e Kiska – occupate durante il combattimento a Midway. Il 14 luglio l'intera 10ª Squadriglia fu riassegnata alla 3ª Flotta, erede della 1ª Flotta aerea e sempre al comando di Nagumo, e il 16 agosto il Kazagumo e il resto della formazione lasciarono Kure alla volta della base di Truk, allo scopo di raggiungere la 2ª Flotta e contrattaccare gli Stati Uniti a Guadalcanal; le due squadre si riunirono in alto mare e, tra il 23 e il 25, presero parte all'inconcludente battaglia delle Salomone Orientali: il Kazagumo, di nuovo, rimase vicino alle portaerei e non ebbe alcun particolare ruolo. Rientrato a Truk con i gregari, nei due mesi successivi partecipò alle regolari e infruttuose sortite delle forze da battaglia a nord delle isole Salomone. Soltanto alla fine di ottobre le opposte marine cozzarono a nord-ovest delle isole Santa Cruz; questa volta lo Yugumo e la 10ª Divisione furono posti nell'avanguardia del contrammiraglio Hiroaki Abe, che sopportò alcuni attacchi degli aerei statunitensi. Tornato a Truk con tutte le altre navi, tra il 3 e il 5 novembre scortò con lo Yugumo e il Makigumo la 7ª Divisione incrociatori (Suzuya, Kumano) fino alle isole Shortland; da qui i due cacciatorpediniere completarono due missioni di trasporto truppe a Guadalcanal il 7 e il 10. Nella notte del 13-14 novembre, nel corso della battaglia navale di Guadalcanal, fecero parte dello schermo di cacciatorpediniere che vigilò sul gruppo di incrociatori pesanti del contrammiraglio Shōji Nishimura che bombardò l'aeroporto Henderson (sebbene con scarsi risultati); durante il ritorno le navi nipponiche furono infatti attaccate dalla Cactus Air Force e l'incrociatore Kinugasa fu affondato. Il Kazagumo si attardò sul luogo dell'affondamento con il Makigumo, recuperando quanti più naufraghi possibile; fecero rotta per le Shortland, movimentata da un attacco con bombe di profondità e dalla comparsa di un solitario Boeing B-17 Flying Fortress, tenuto a distanza con il tiro della batteria principale. Arrivarono il 15 a destinazione, si riunirono allo Yugumo e la 10ª Divisione riaccompagnò l'incrociatore pesante Chokai alla piazzaforte di Rabaul il 16.
Assieme ai gregari, all'Oyashio e al Kagero fu incaricato di scortare un convoglio con a bordo 1000 uomini a Buna, missione completata con successo il giorno seguente. Il 22 il Kazagumo stesso caricò un certo numero di soldati, imitato dalle unità sorelle, e la 10ª Divisione li fece scendere a Buna. Sei giorni più tardi, con i gregari (eccetto l'Akigumo) e lo Shiratsuyu, la missione fu ripetuta ma incappò in un deciso attacco dei velivoli alleati che danneggiarono il Makigumo e lo Shiratsuyu, i quali ripiegarono: lo Yugumo e l'unità sorella scaricarono a Buna solo pochi soldati e qualche tonnellata di rifornimenti. Riguadagnata il 29 Rabaul, il Kazagumo e altri cacciatorpediniere ripartirono in missione l'8 dicembre, ma tornarono indietro a causa dell'intensa attività aerea nemica; l'11 la traversata fu intrapresa di nuovo ma passando per le isole dell'Ammiragliato, per poi calare a sud attraverso gli stretti di Dampier e Vittiaz. Questa volta il Kazagumo e le altre unità (Arashio, Yugumo, Isonami, Inazuma) arrivarono indenni il 14 a nord-ovest della foce del fiume Kumusi, dove truppe nipponiche stavano combattendo, e riuscirono a far approdare circa 640 uomini; un'incursione aerea statunitense non ebbe effetto e le unità nipponiche tornarono a Rabaul. Già il 16 dicembre il Kazagumo, lo Yugumo e il Makigumo salparono nuovamente per scortare l'incrociatore ausiliario Kiyozumi Maru fino a Wewak: l'unità vi sbarcò un battaglione e tutte le navi fecero rotta su Rabaul raggiunta il 21. Due giorni più tardi il Kazagumo partì alla volta del Giappone, giunse a destinazione il 29 e si ormeggiò per un'approfondita manutenzione.

### 1943
Il 9 gennaio 1943 il Kazagumo, pienamente operativo, salpò alla volta delle isole Shortland, raggiunte il 27 dopo tappe a Truk e Rabaul. Fu immediatamente assegnato all'operazione Ke, lo sgombero via mare delle truppe nipponiche a Guadalcanal, in qualità di nave ammiraglia del contrammiraglio Tomiji Koyanagi che aveva assunto il comando della 10ª Squadriglia: il 1º e 4 febbraio fece parte dell'importante gruppo d'imbarco, coperto da altri cacciatorpediniere, e il 7 collaborò a recuperare il presidio delle isole Russell. Dopo aver riportato gli uomini alle Shortland, proseguì il 12 febbraio per le isole Palau che toccò quattro giorni dopo. Il 17, con lo Yugumo, partì di scorta al primo convoglio che stava trasferendo la 41ª Divisione fanteria da Tsingtao a Wewak; la traversata fu tranquilla, lo sbarco avvenne senza problemi e il 24 tutte le navi erano nuovamente alle Palau. Il 6 marzo costituì con lo Yugumo, l'Akigumo, il Satsuki e il Samidare lo schermo difensivo al primo convoglio che trasportava la 20ª Divisione fanteria alla baia Hansa, nella Nuova Guinea orientale, missione completata il 12 marzo. Dalla baia il Kazagumo, lo Yugumo e il Satsuki furono dirottati a Rabaul, toccata il 14: dalla base il Kazagumo e lo Yugumo spostarono truppe a Capo Gloucester (19 marzo), protessero un paio di convogli sulla rotta con le Shortland (fine mese) e trasferirono nuclei di fanteria a Kolombangara il 1º aprile e a Buna il 2. Il giorno successivo l'ammiraglia della 10ª Divisione incappò in una mina nella baia di Kahili a est di Buin, sulla rotta del ritorno a Rabaul, e subì danni moderati. Ciononostante il capitano di vascello Matake Yoshimura fu costretto a trasferire le proprie insegne sullo Yugumo; il Kazagumo si spostò a Rabaul e, tra il 7 e il 18 aprile, fu sommariamente riparato dalla nave officina Hakkai Maru. Salpò quindi alla volta del Giappone e si ormeggiò il 28 nelle acque nazionali, dove fu ricostruito. Nel corso dei lavori la contraerea fu incrementata: gli impianti binati di cannoni Type 96 da 25 mm, situati ai lati del fumaiolo posteriore, furono scambiati con due installazioni triple e una coppia di Type 96 fu piazzata davanti alla torre di comando, su una piattaforma appositamente costruita. Infine l'albero tripode prodiero fu rinforzato per ospitare una piccola piattaforma sorreggente un radar Type 22, adatto all'individuazione di bersagli navali; alla base dell'albero fu costruita una camera per gli operatori.
Il 10 giugno l'intera 10ª Divisione (eccettuato il Makigumo affondato a febbraio) si spostò a Paramushiro e a metà luglio fu coinvolta nel primo tentativo di recuperare la guarnigione di Kiska, isola ormai troppo esposta: le unità della 5ª Flotta, incaricata dell'operazione, dovettero desistere per le pessime condizioni meteorologiche. Il 22 luglio il Kazagumo e le altre unità salparono e, questa volta, arrivarono nella rada di Kiska il 29: lo Yugumo faceva parte del gruppo addetto al trasporto e prese a bordo 478 soldati. Tutte le navi tornarono il 1º agosto a Paramushiro e, due giorni dopo, la 10ª Divisione scortò l'incrociatore pesante Maya fino a Yokosuka, dove il Kazagumo probabilmente rimase per un certo periodo. Salpò dal porto il 7 settembre assieme ai cacciatorpediniere Urakaze e Samidare per accompagnare le piccole portaerei Taiyo e Chuyo a Truk, arrivando l'11; tre giorni dopo passò al comando del capitano di fregata Kanematsu Hashimoto. Il 14 settembre partecipò all'uscita in forze della Flotta Combinata in direzione dell'atollo di Eniwetok, in risposta a un'incursione aeronavale statunitense contro l'isola di Wake: tuttavia non si verificò alcun combattimento e i giapponesi tornarono a Truk. Il Kazagumo, al contrario, fu deviato direttamente a Rabaul dove arrivò il 24 e si riunì alla 10ª Divisione, che era stata integrata nella 3ª Squadriglia del contrammiraglio Matsuji Ijūin, operante sotto le insegne dell'8ª Flotta. Ripreso il posto di ammiraglia, il Kazagumo guidò la formazione nell'evacuazione in massa di Kolombangara il 28 settembre e il 2 ottobre, senza imbattersi in alcuna opposizione. Al contrario, l'uscita in forze diretta a salvare i circa 700 uomini tagliati fuori a Vella Lavella sfociò in una confusa battaglia notturna tra il 6 e il 7 ottobre, contro tre cacciatorpediniere statunitensi: i giapponesi riuscirono a recuperare i propri soldati, ma lo Yugumo fu affondato nello scontro. Il Kazagumo e le altre navi tornarono a Rabaul, ma il cacciatorpediniere proseguì subito alla volta di Truk. Tra il 17 e il 26 ottobre fu schierato per una seconda sortita generale verso Eniwetok per anticipare un attacco statunitense che, tuttavia, non si verificò. Il 31 partì dunque con l'unità sorella Onami e fece una tappa a Kavieng dove scese personale aeronautico; le due navi si fermarono a Rabaul il 1º novembre e, cinque giorni dopo, coprirono un controsbarco a Bougainville sulla quale era sbarcata la 3rd Marine Division. Riguadagnarono senza intoppi Rabaul e il solo Kazagumo ne partì l'11 per accompagnare la nave appoggio sommergibili Chogei a Truk: qui fu assegnato al gruppo rifornimento della flotta da battaglia che, il 20, levò le ancore e si concentrò nella zona delle isole Marshall per andare in aiuto delle isole Gilbert, investite dalla Quinta Flotta statunitense: l'intervento fu però tardivo e, perciò, il 7 dicembre tutte le navi erano tornate a Truk. Salpò alla volta del Giappone il 12, con il Tanikaze e l'Akigumo, di scorta alla nave da battaglia Yamato e alla portaerei Shokaku. Si ormeggiò a Yokosuka il 17 e fu revisionato approfonditamente.

### 1944 e l'affondamento
Tra il 6 e il 13 febbraio 1944 il Kazagumo scortò le portaerei Shokaku e Zuikaku da Kure a Singapore, dove si attardarono una settimana; per le quattro settimane successive rimase al fianco della sola Zuikaku, che fece la spola tra le due città. Il servizio fino ai primi giorni di maggio non è noto e il Kazagumo riappare il 12 maggio: faceva parte dello schermo difensivo a una parte della flotta da battaglia che, dalle isole Lingga, si spostò in tre giorni all'ancoraggio avanzato di Tawi Tawi. Secondo le fonti, a questo punto della guerra il Kazagumo doveva aver ricevuto altre due installazioni triple di Type 96 da 25 mm, sistemate su due piattaforme ai lati del fumaiolo anteriore, mentre i paramine e metà della ricarica per i tubi lanciasiluri erano di conseguenza stati rimossi. Non è però fornita una data precisa per queste modifiche, né è chiaro se fu equipaggiato con un radar Type 13 (specifico per i bersagli aerei). Il Kazagumo lasciò Tawi Tawi il 30 maggio in difesa della nave da battaglia Fuso che, il giorno dopo, si ancorò nella capiente rada di Davao. Il 2 giugno la grande unità salpò per prendere parte a un massiccio tentativo di rifornire l'assediata isola di Biak, operazione che in ogni caso fu sospesa rapidamente per l'opposizione aerea statunitense. Il Kazagumo fu sempre a fianco della Fuso e la riaccompagnò a Davao il 5; due giorni dopo la missione fu ritentata e il cacciatorpediniere partì di sera con gli incrociatori pesanti Myoko e Haguro (assegnati alla scorta di un convoglio). Nelle prime ore dell'8 giugno la formazione fu attaccata dal sommergibile USS Hake e il Kazagumo incassò un siluro; si fermò immediatamente e affondò in seguito proprio all'ingresso della baia di Davao (6°03′N 124°57′E) con il corpo del capitano di vascello Shizuo Akazawa e un certo numero di membri dell'equipaggio. I 133 naufraghi furono recuperati dal cacciatorpediniere Asagumo.
Il 10 luglio 1944 il Kazagumo fu cancellato dalla lista del naviglio in servizio.